# Пам'ятки історії Шевченківського району
У Шевченківському районі Харківської області на обліку перебуває 37 пам'яток історії.
| № п/п | Охоронний номер пам'ятки | Місце знаходження, (адреса) пам'ятки                | Найменування пам'ятки | Автор, дослідник пам'ятки. Дата відкриття                                                                   | Матеріал, з якого виготовлений пам'ятник. Основні розміри                                                                            | Категорія охорони пам'ятки | Номер і дата рішення державних органів про взяття пам'ятки під охорону | Охоронна зона                                                  |
| ----- | ------------------------ | --------------------------------------------------- | --- | --- | --- | -------------------------- | ---------------------------------------------------------------------- | -------------------------------------------------------------- |
| 1.    | 1510                     | с-ще Шевченкове Шевченківської сел/р, вул. Леніна   | Братська могила радянських воїнів і пам'ятний знак воїнам-землякам. Поховано 236 воїнів. 1941—1943 рр., 1941—1945 рр.     | Харківська скульптурна фабрика 1953 р., скульпт. Якубович С. А., архіт. Сорокін В. П. 1982 р. Реконструкція | Скульптура — 2,5 мм, з/б. Постамент — 4,0 м, цегла, цемент. Стела — 2,5х10,0х0,8 м, мармурова кришка                                 | Місцева                    | № 61 від 25.01.72 р.                                                   | 25 м (Наказ управління культури і туризму від 10.09.09. № 234) |
| 2.    | 1975                     | с-ще Шевченкове Шевченківської сел/р                | Пам'ятник радянським воїнам-визволителям. 1943 р.                                                                         | Скульпт. Волошенко Л. А., Браун Л. М., архіт. Клейн Б. Г. 1983 р.                                           | Стела з горельєфом — 3,5х5,0х2,0 м, мармурова кришка. Постамент — 2,0х5,0х2,0 м                                                      | -<<-                       | № 196 від 16.04.84 р.                                                  |                                                                |
|       |                          |                                                     | | | |                            |                                                                        |                                                                |
| 4.    | 1544                     | с-ще Шевченкове Шевченківської сел/р, вул. Шевченка | Пам ’ятник Шевченку Т. Г., українському поету                                                                             | Харківська скульптурна фабрика 1957 р.                                                                      | Скульптура — 2,0 м, з/б. Постамент — 2,5 м, цегла, цемент                                                                            | Місцева                    | № 61 від 25.01.72 р.                                                   |                                                                |
| 5.    |                          | с-ще Шевченкове                                     | Пам'ятник Т. Г. Шевченку                                                                                                  | 2000 р. | Мідна виколотка, граніт | -<<-                       | Наказ УК ХОДА № 25 від 02.03.05 р.                                     |                                                                |
| 6.    | 1511                     | с. Аркадівка Аркадівської с/р                       | Братська могила радянських воїнів. Поховано 85 воїнів. 1942 р., 1943 р.                                                   | Харківська скульптурна фабрика 1956 р.                                                                      | Скульптура — 3,0х1,2х1,0 м, з/б. Постамент — 1,5х1,0х1,0 м, цегла, цемент                                                            | -<<-                       | № 61 від 25.01.72 р.                                                   | 25 м (Наказ управління культури і туризму від 10.09.09. № 234) |
| 7.    | 1512                     | с. Безмятежне Безмятежненської с/р                  | Братська могила радянських воїнів. Поховано 33 воїни. 1942 р., 1943 р.                                                    | Харківська скульптурна фабрика 1957 р., 1990 р.                                                             | Скульптура — 3,5х1,0х1,0 м, з/б. Постамент — 3,0х4,5х2,11 м, мармур                                                                  | -<<-                       | -<<-                                                                   | 25 м (Наказ управління культури і туризму від 10.09.09. № 234) |
| 8.    | 1513                     | с. Березівка Березівської с/р                       | Братська могила радянських воїнів. Поховано 38 воїнів. 1942 р., 1943 р.                                                   | Харківська скульптурна фабрика 1956 р.                                                                      | Скульптура — 3,5х1,2х1,0 м, з/б. Постамент — 3,0х1,0х1,0 м, цегла, цемент                                                            | -<<-                       | -<<-                                                                   | 25 м (Наказ управління культури і туризму від 10.09.09. № 234) |
| 9.    | 1514                     | с. Богодарівка Семенівської с/р                     | Братська могила радянських воїнів. Поховано 203 воїнів. 1942 р., 1943 р.                                                  | Харківська скульптурна фабрика 1953 р.                                                                      | Скульптура — 2,5 м, з/б. Постамент — 3,0 м, цегла, цемент                                                                            | -<<-                       | -<<-                                                                   | 25 м (Наказ управління культури і туризму від 10.09.09. № 234) |
| 10.   | 1515                     | сел. Борівське Волосько-Балаклійської с/р           | Братська могила радянських воїнів. Поховано 14 воїнів. 1942 р., 1943 р.                                                   | Харківська скульптурна фабрика 1957 р.                                                                      | Скульптура — 3,5х1,0х1,0 м, з/б. Постамент — 3,0х1,5х1,5 м, цегла, цемент                                                            | -<<-                       | -<<-                                                                   | 25 м (Наказ управління культури і туризму від 10.09.09. № 234) |
| 11.   | 1516                     | с. Василенкове Василенківської с/р                  | Братська могила радянських воїнів. Поховано 30 воїнів. 1942 р., 1943 р.                                                   | Скульпт. Євсіков Н. Д., архіт. Дербілов А. М., 1982 р.                                                      | Скульптура — 3,5х1,2х0,8 м, мармурова кришка Постамент — 1,7х0,8х0,8 м, цегла, цемент. Стела — 4,5х1,5х0,5 м, мармурова кришка       | -<<-                       | -<<-                                                                   | 25 м (Наказ управління культури і туризму від 10.09.09. № 234) |
| 12.   |                          | с. Василенкове (на старому цвинтарі)                | Монумент «Жертвам пам'яті голодомору». 1932—1933 рр.                                                                      | Колій І. Г., Білоус Л. Г. 22.11. 2003. р.                                                                   | Камінь. 1,3х1,0 кв.м. | -<<-                       | Наказ УК ХОДА № 25 від 02.03.05 р.                                     |                                                                |
| 13.   | 1517                     | с. Великі Хутори Великохутірської с/р               | Братська могила радянських воїнів і пам'ятний знак воїнам-односельцям. Поховано 8 воїнів. 1942 р., 1943 р., 1941—1945 рр. | Харківська скульптурна фабрика 1953 р., 1977 р.                                                             | Скульптура — 3,0х1,2х1,0 м, з/б. Постамент — 3,5х1,5х1,0 м, цегла, цемент. Обеліски — 1,3х0,8х0,4 м, 2,3х0,8х0,3 м, граніт           | -<<-                       | № 61 від 25.01.72 р.                                                   | 25 м (Наказ управління культури і туризму від 10.09.09. № 234) |
| 14.   | 1516                     | с. Волоська Балаклія Волосько-Балаклійської с/р     | Братська могила радянських воїнів. Поховано 167 воїнів. 1942 р., 1943 р.                                                  | Харківська скульптурна фабрика 1953 р., 1991 р.                                                             | Скульптура — 4,0 м. Стела — 1,5х5,0х0,8 м, мармурова кришка                                                                          | -<<-                       | -<<-                                                                   | 25 м (Наказ управління культури і туризму від 10.09.09. № 234) |
| 15.   | 1518                     | с. Гетьманівка Гетьманівської с/р                   | Братська могила радянських воїнів. Поховано 149 воїнів. 1942 р., 1943 р.                                                  | Скульпт. Євтушенко О. М., архіт. Манцін В. Р. 1953 р., 1968 р.                                              | Скульптура — 2,5 м. Постамент — 0,8 м. Стела — 7,5х0,5х0,5 м, мармурова кришка                                                       | Місцева                    | -<<-                                                                   | 25 м (Наказ управління культури і туризму від 10.09.09. № 234) |
| 16.   | 1546                     | -<<-                                                | Пам'ятник Ватутіну М. Ф.                                                                                                  | Харківська скульптурна фабрика 1969 р.                                                                      | Бюст — 1,5 м, гіпс. Постамент — 2,2 м, цегла, цемент                                                                                 | -<<-                       | -<<-                                                                   |                                                                |
| 17.   | 1520                     | с. Гроза Петропільської с/р                         | Братська могила радянських воїнів. Поховано 30 воїнів. 1942 р., 1943 р.                                                   | Харківська скульптурна фабрика 1969 р.                                                                      | Скульптура — 2,5х0,8х0,8 м, з/б. Постамент — 3,0 м, цегла, цемент                                                                    | Місцева                    | № 61 від 25.01.72 р.                                                   | 25 м (Наказ управління культури і туризму від 10.09.09. № 234) |
| 18.   | 1521                     | с. Іванівка Аркадівської с/р                        | Братська могила радянських воїнів. Поховано 13 воїнів. 1942 р., 1943 р.                                                   | Харківська скульптурна фабрика 1957 р., 1994 р.                                                             | Скульптура — 3,0 м. Постамент — 2,0 м, мармурова кришка                                                                              | -<<-                       | -<<-                                                                   | 25 м (Наказ управління культури і туризму від 10.09.09. № 234) |
| 19.   | 1522                     | с. Колісниківка Петропільської с/р                  | Братська могила радянських воїнів. Поховано 145 воїнів. 1942 р., 1943 р.                                                  | Харківська скульптурна фабрика 1956 р.                                                                      | Скульптура — 2,5 м, з/б. Постамент — 1,5 м, цегла, цемент                                                                            | -<<-                       | -<<-                                                                   | 25 м (Наказ управління культури і туризму від 10.09.09. № 234) |
| 20.   | 1523                     | с. Кравцівка Безмятежненської с/р                   | Братська могила радянських воїнів. Поховано 12 воїнів. 1942 р., 1943 р.                                                   | Харківська скульптурна фабрика 1956 р.                                                                      | Скульптура — 3,0х1,6х1,0 м, з/б. Постамент — 1,6х1,4х1,0 м, цегла, цемент                                                            | -<<-                       | -<<-                                                                   | 25 м (Наказ управління культури і туризму від 10.09.09. № 234) |
| 21.   | 1524                     | с. Лемоківка Гетьманівської с/р                     | Братська могила радянських воїнів. Поховано 21 воїн. 1943 р.                                                              | Харківська скульптурна фабрика 1957 р. 1990 р.                                                              | Скульптура — 3,0 м, мармурова кришка. Постамент — 4,5х1,6х1,2 м                                                                      | -<<-                       | -<<-                                                                   | 25 м (Наказ управління культури і туризму від 10.09.09. № 234) |
| 22.   | 1525                     | с. Ленінка Аркадівської с/р                         | Братська могила радянських воїнів. Поховано 15 воїнів. 1942 р., 1943 р.                                                   | Харківська скульптурна фабрика 1968 р.                                                                      | Скульптура — 3,0х1,2х1,0 м, з/б. Постамент — 1,5х1,0х1,0 м, цегла, цемент                                                            | -<<-                       | -<<-                                                                   | 25 м (Наказ управління культури і туризму від 10.09.09. № 234) |
| 23.   | 1526                     | с. Миропілля Безмятежненської с/р                   | Братська могила радянських воїнів. Поховано 79 воїнів. 1942 р., 1943 р.                                                   | Харківська скульптурна фабрика 1960 р.                                                                      | Скульптура — 3,0х2,3х1,2 м, з/б, 2,5х4,5х1,5 м, цегла, цемент                                                                        | -<<-                       | -<<-                                                                   | 25 м (Наказ управління культури і туризму від 10.09.09. № 234) |
| 24.   | 1527                     | с. Нижній Бурлук Нижньобурлуцької с/р               | Братська могила радянських воїнів. Поховано 26 воїнів. 1942 р., 1943 р.                                                   | Харківська скульптурна фабрика 1956 р.                                                                      | Скульптура — 2,5 м, з/б. Постамент — 3,0х1,0х1,0 м, цегла, цемент                                                                    | -<<-                       | -<<-                                                                   | 25 м (Наказ управління культури і туризму від 10.09.09. № 234) |
| 25.   | 1541                     | -<<-                                                | Пам'ятник Кірову С. М. | Харківська скульптурна фабрика 1969 р.                                                                      | Скульптура — 3,0×1,1 м, з/б. Постамент — 2,0×1,1 м, цегла, цемент                                                                    | -<<-                       | -<<-                                                                   |                                                                |
| 26.   | 1528                     | с. Новомиколаївка Новомиколаївської с/р             | Братська могила радянських воїнів. Поховано 74 воїни. 1942 р., 1943 р.                                                    | Харківська скульптурна фабрика 1975 р.                                                                      | Стела — 2,5х0,5х0,3 м, граніт | -<<-                       | -<<-                                                                   | 25 м (Наказ управління культури і туризму від 10.09.09. № 234) |
| 27.   | 1537                     | -<<-                                                | Могила Штонди Г. Б. — Героя Радянського Союзу. 1960 р.                                                                    | Харківська скульптурна фабрика 1965 р., Реконструкція 1977 р.                                               | Стела — 2,5х0,5х0,5 м, граніт | -<<-                       | -<<-                                                                   |                                                                |
| 28.   | 1529                     | с. Огурцівка Шевченківської сел/р                   | Братська могила радянських воїнів. Поховано 17 воїнів. 1942 р., 1943 р.                                                   | Харківська скульптурна фабрика 1955 р., заміна 1977 р.                                                      | Скульптура — 3,0х1,2х0,9 м, з/б. Постамент — 2,0х1,0х1,0 м, цегла, цемент. Стела — 1,2х10,0х0,5 м мармурова кришка                   | -<<-                       | -<<-                                                                   | 25 м (Наказ управління культури і туризму від 10.09.09. № 234) |
| 29.   | 1330                     | с. Олександрівка Петропільської с/р                 | Братська могила радянських воїнів. Поховано 145 воїнів. 1942 р., 1943 р.                                                  | Скульпт. Якубович С. О., 1957 р.                                                                            | Скульптура — 4,0 м, мармурова кришка. Постамент — 1,2 м, з/б. Стела — 4,0х1,2х0,2 м, з/б. Барельєф — 2,0х2,5х0,4 м, мармурова кришка | -<<-                       | -<<-                                                                   | 25 м (Наказ управління культури і туризму від 10.09.09. № 234) |
| 30.   | 1581                     | с. Петропілля Петропільської с/р                    | Братська могила радянських воїнів. Поховано 100 воїнів. 1942 р., 1943 р.                                                  | Харківська скульптурна фабрика 1977 р.                                                                      | Обеліск — 6,0 м, з/б. Дві стели — 4,5х0,7х0,5 м, 3,5х1,2х0,2 м, мармурова кришка                                                     | Місцева                    | № 61 від 25.01.72 р.                                                   | 25 м (Наказ управління культури і туризму від 10.09.09. № 234) |
| 31.   | 1582                     | с. Семенівка Семенівської с/р                       | Братська могила радянських воїнів. Поховано 167 воїнів. 1942 р., 1943 р.                                                  | Харківська скульптурна фабрика 1957 р.                                                                      | Скульптура — 3,0х1,0х1,0 м, з/б. Постамент — 2,0х1,0х1,0 м, цегла, цемент                                                            | -<<-                       | -<<-                                                                   | 25 м (Наказ управління культури і туризму від 10.09.09. № 234) |
| 32.   | 1583                     | с. Сподобівка Сподобівської с/р                     | Братська могила радянських воїнів. Поховано 5 воїнів. 1942 р., 1943 р.                                                    | Харківська скульптурна фабрика 1958 р., заміна — 1994 р.                                                    | Скульптура — 2,5 м, мармурова кришка. Постамент — 2,0х1,0х1,0 м, цегла, цемент                                                       | -<<-                       | -<<-                                                                   | 25 м (Наказ управління культури і туризму від 10.09.09. № 234) |
| 33.   | 1875                     | -<<-                                                | Пам'ятний знак Васильченку О. А., Герою Радянського Союзу. 1942 р.                                                        | Харківська скульптурна фабрика 1958 р., Заміна — 1994 р.                                                    | Бюст — 5,0х0,5х0,5 м, гранітСтела — 2,3х1,0х0,3 м, мармурова кришка                                                                  | -<<-                       | № 328 від 23.05.83р.                                                   |                                                                |
| 34.   |                          | с. Сподобівка                                       | Місце колишнього розташування садиби «Затишок» Кропивницького М. Л., кінець XIX — перша пол. XX ст.                       | 2000 р. | | -<<-                       | Наказ УК ХОДА № 25 від 02.03.05 р.                                     |                                                                |
| 35.   | 1534                     | с. Старовірівка Старовірівської с/р                 | Братська могила радянських воїнів. Поховано 105 воїнів. 1942 р., 1943 р.                                                  | Харківська скульптурна фабрика 1958 р., заміна — 1990 р.                                                    | Стела — 7,5х5,5х2,0 м, мармурова кришка                                                                                              | -<<-                       | № 61 від 25.01.72р.                                                    | 25 м (Наказ управління культури і туризму від 10.09.09. № 234) |
| 36.   | 1535                     | с. Троїцьке Шевченківської сел/р                    | Братська могила радянських воїнів. Поховано 24 воїни. 1942 р., 1943 р.                                                    | Харківська скульптурна фабрика 1973 р.                                                                      | Стела — 1,8х0,6х0,2 м, граніт. Постамент — 1,2 м, з/б                                                                                | -<<-                       | -<<-                                                                   | 25 м (Наказ управління культури і туризму від 10.09.09. № 234) |
| 37.   | 1536                     | с. Федорівка Сподобівської с/р                      | Братська могила радянських воїнів. Поховано 47 воїнів. 1941 р., 1942 р., 1943 р.                                          | Харківська скульптурна фабрика 1956 р.                                                                      | Скульптура — 3,0х1,4х0,9 м, з/б. Постамент — 1,5х1,7х0,8 м, цегла, цемент                                                            | -<<-                       | -<<-                                                                   | 25 м (Наказ управління культури і туризму від 10.09.09. № 234) |
|       |                          |                                                     | | | |                            |                                                                        |                                                                |